# 假日酒店
假日酒店（英語：Holiday Inn）是總部位於美國亞特蘭大的酒店品牌，是洲際酒店集團的子公司。起初是一家美國連鎖汽車旅館，現在已發展成為世界上最大的連鎖酒店之一，截至2018年9月30日，該品牌共擁有1,173家酒店和超過 214,000間客房。

## 旗下品牌

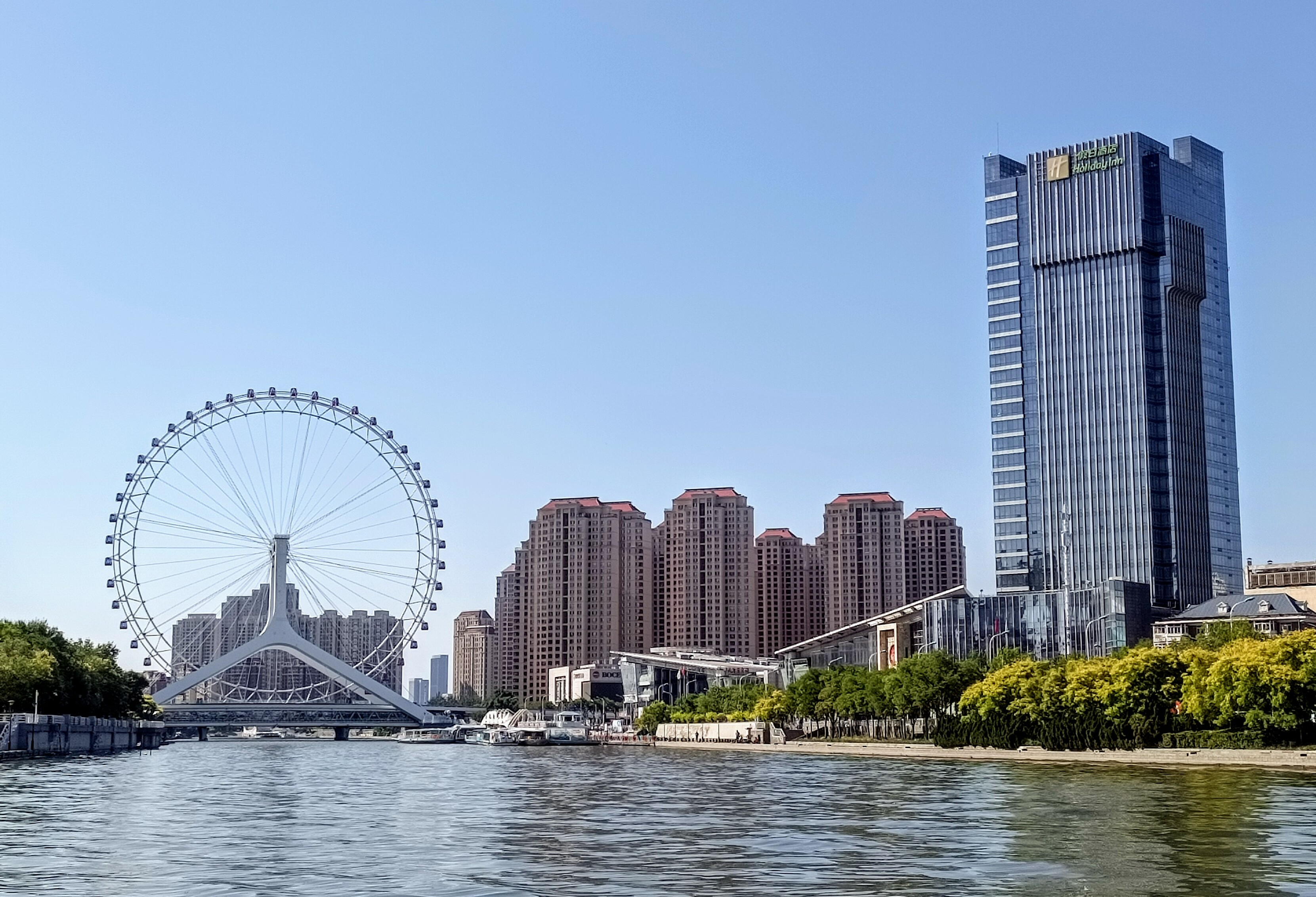
天津海河假日酒店

- 假日酒店 – 這是最知名的服務層級。
  - 套房假日酒店
  -  假日度假酒店（1991年至2007年名為假日酒店陽光度假村[5][6]）
- 精選假日酒店
  - 假日酒店假期俱樂部
- 花園庭院假日酒店
- 智選假日酒店

## 外部連結
- 官方网站